# Історія Луганська
Історія Луганська
| Дата                           | Подія чи стан |
| ------------------------------ | --- |
| До початку 18-го століття      | Терени майбутнього Луганського, як і всього Середнього Подінців'я, знаходилися під контролем кримських та ногайських татар. Сіверський Донець ділив Подінців'я на лівобережне — ногайське та правобережне — кримське, із якого нині й розташоване місто Луганське. Перебування кримських татар у Середньому Подінців'ї мало, як мирний, господарський, так і військовий характер. На цих землях були кочовища кримських татар, де вони влітку випасали худобу. Так само через Дике Поле пролягали сакми — військові дороги кримських татар. У середній течії Сіверського Дінця були численні татарські перевози і перелази, якими татари доправлялися на Русь. На початку 18 століття кримських татар було остаточно витіснено з території Середнього Подінців'я. Відтоді запоріжці складають більшість населення цих земель. Хоча окремі їхні поселення були закладені ще в 17 столітті. |
| Середина 18-го століття        | Існують козацькі запорізькі поселення Кам'яний Брід, Вергунка та інші. Землі перебувають у складі Кальміюської паланки Запорізької Січі, на ці території поширювалася влада гетьмана Кирила Розумовського. |
| 1752                           | На противагу кримським татарам та запорозьким козакам землі на схід від Бахмуту відторгаються царським урядом під військові поселення для вихідців із Балкан на чолі з Шевичем та Райком Депрерадовичем — Слов'яносербію, серед шанців якої і Кам'яний Брід, і Вергунка. |
| 1775—1783                      | Слов'яносербію передають у підпорядкування Азовської губернії. |
| 1790                           | Запрошеному на російську службу шотландському інженерові Карлу Гаскойну було доручено провести розвідку покладів руд та кам'яного вугілля в районі Слов'яносербії. Гаскойн виконав доручення й запевнив владу, що знайдені копальні залізної руди й кам'яного вугілля обіцяють величезну кількість цих мінералів найліпшої якості. |
| 14 листопада 1795              | Виходить дозвіл на заснування першого на півдні імперії чавуноливарного заводу, зі створенням якого найчастіше й пов'язують заснування міста Луганська. І вже за рік Карл Гаскойн розпочинає спорудження заводу. Села Кам'яний Брід (1755) та Вергунка були першими населеними пунктами, що прийняли будівельників і робітників Луганського ливарного заводу. |
| 1797                           | Селище, що втворилося довкіл заводу, отримало назву Луганський завод або просто Луганське. Робітники і спеціалісти залучалися зі внутрішніх російських губерній, частково з закордону. Кістяком були майстрові з Олонецького та Ліпецького заводів, а також кваліфіковані працівники Олександрівського гарматного заводу, теслі й мулярі з Ярославської губернії. Весь основний адміністративно-технічний персонал складався з запрошених Гаскойном англійців. |
| 4 жовтня 1800                  | Перша домна на Луганському ливарногарматному заводі видала чавун. Це була перша доменна піч в Україні. |
| 1812                           | Під час російсько-французької війни завод був одних із головних постачальників гармат і боєприпасів російській армії. |
| Початок 19-го ст.              | Вигідне географічне розташування на шляхові між центральними губерніями Російської імперії та портовими містами — Ростовом і Таганрогом сприяло розвиткові торгівлі. Довкруж заводу виникають торговельно-ремеслові заклади. Відкравається перша навчальна установа — професійна гірнича школа. |
| 1844                           | Крамар Савелій Хрипко нагороджений медаллю «За корисне розведення картоплі в Луганському заводі». Завдяки йому в регіоні почали повсюдно вирощувати цю культуру. |
| Кінець 1850-х                  | У місті діє 10 сало- та 2 воскотопних заводи, 2 свічкарні, а також шкірні і миловарні, 3 маслобійних, 8 цегляних і черепичних підприємств, 17 млинів. |
| 1867                           | На 10239 мешканців Луганського заводу 389 купців. Функціонувало 108 великих і маленьких крамниць. |
| 1870-ті                        | Відкриття залізниці Луганське—Дебальцеве. |
| 3 вересня 1882                 | Кам'яний Брід та Луганський Завод було об'єднано в єдине місто Луганське, яке стало новим центром Слов'яносербського повіту Катеринославської губернії. |
| 1887                           | Луганський ливарний завод закрито. І тільки у 1895 на його основі почав роботу Луганський патронний завод, а століттям згодом і монетний двір незалежної України, перенесений потім до Києва. |
| Жовтень 1893                   | У театрі купця Степана Блинова з великим успіхов проходили гастролі української трупи за участю відомої акторкиМ. Калини. Було зіграно п'єсу «Наталка-Полтавка» Івана Котляревського. |
| Березень 1918                  | Місто належе до Половецької землі УНР, утворена 2-4 березня 1918 законом про адміністративно-територіальний поділ України. Земський центр — місто Бахмут. |
| 1926                           | Населення міста — 77 тис. осіб. |
| 31 жовтня 1931                 | випущено перший в СРСР важкий вантажний паротяг серії «Фелікс Дзержинський» |
| 1 травня 1934                  | Пущено перший трамвай. |
| 1935                           | На цей рік із 25 шкіл у Луганську нараховується 22 україномовні і 3 російськомовні. |
| 5 листопада 1935               | Перейменоване на Ворошиловград на честь неоднозначного радянського військовика Климента Ворошилова. |
| 3 червня 1938                  | Місто стало обласним центром. |
| 17 липня 1942 — 14 лютого 1943 | Перебуває під німецькою націонал-соціалістичною владою. Цей нетривалий період позначився відродженням української культури в місті, зокрема й відновленням назви міста — Луганськ. Головною міською газетою стало україномовне «Нове життя» під редакторством Максима Бернацького, до війни — професора Ворошиловградського педінституту. Він був також завербований Євгеном Стаховим та очолив Луганський обласний провід ОУН. Мережу організації було розгорнуто по всій області. Відновлено україномовне навчання — шкільна освіта в місті на цей час переведена на українську мову. Також діяла капела бандуристів та інші творчі гурти. Задля недопущення епідемії відкрито станцію швидкої допомоги, кілька лікарень та диспансерів. Після взяття міста Червоною Армією цих діячів (в тому числі Максима Бернацького) було засуджено до страти. Тим не менш, втрати мешканців міста від німецької влади оцінюють в 3100 смертей, ще близько 10 000 виїхало на працю до Німеччини.[джерело?] |
| 1956                           | У місті мешкало понад 250 тис. осіб. |
| 5 березня 1958                 | Після зміцнення Микити Хрущова на партійній верхівці та розправи над сталіністським «Антипартійним угрупованням», до якого входив і Климент Ворошилов, місту повернуто назву Луганськ. Це відбувалося під ініціативою Микити Хрущова не називати міста іменами живих діячів, що стосувалося значною мірою і Ворошилова, ім'я якого носили на той час Алчевське, Усурійське та Ставропіль та який за спогадами сина Хрущова найбільше й опирався цьому рішенню. Такі ж зміни стосувалися і Ворошиловградської області, яка стала Луганською, а також однієї з вулиць Луганська (Ворошиловграда), яка носила ім'я Ворошилова. За спогадами очевидців за одну ніч усі таблички було замінено на «вулиця Жовтнева», пам'ятник Ворошилову в парку поспіхом демонтовано. |
| 1964                           | Введено зручну систему нумерації міських маршрутів залежно від виду транспорту. Відтак трамваї отримали марки починаючи з № 1, тролейбуси з № 51, а автобуси з № 101. Незважаючи на занепад електротранспорту, цей порядок зберігається і досі, та практично не має аналогів у інших містах України. |
| 5 січня 1970                   | За влади Леоніда Брєжнєва перейменоване на Ворошиловград, область — на Ворошиловградську, уже після смерті Климента Ворошилова (†1969). |
| 1972                           | Футбольний клуб «Зоря» став чемпіоном СРСР з футболу. Це був перший чемпіон СРСР із міста, яке не було столицею республіки. |
| 1972                           | Стався умисний таран літака Ан-2 компанії Аерофлот з чотириповерховим житловим будинком, в результаті чого загинув льотчик Тимофій Шовкунов. |
| 4 травня 1990                  | Місту повернена назва Луганськ, області — Луганська. |
| 1993                           | У місті існує лише одна україномовна школа, змішаних — 6, переважна більшість — російськомовні. |
| 1998                           | Населення міста становить 528,4 тис. люд. |
| 24 серпня 1998                 | У сквері Героїв Великої Вітчизняної війни відбувся розгін гірняків краснодонських шахт ім. Баракова, «Дуванна», «Краснодарська-Південна» і «Суходольська-Східна», що пікетували Луганську облдержадміністрацію протягом 156 днів з вимогою погасити заборгованість із зарплати за 2,5 роки. Уперше в незалежній Україні проти учасників мирної акції були застосовані спецзасоби: кийки і сльозогінний газ. Унаслідок сутички постраждало 22 шахтаря, 12 працівників «Беркута» і 3 співробітники міліції. |
| 14 грудня 1998                 | У сквері Героїв Великої Вітчизняної війни на знак протесту проти дій влади і знущань з боку адміністрації шахти ім. Баракова, яка заборгувала зарплату з 1996 року, доведений до відчаю гірняк Олександр Михалевич здійснив акт самоспалення. 17 грудня вся заборгованість була погашена. Щорічно, 24 серпня і 14 грудня, відзначається день пам'яті подій 1998 року. |
| 2001                           | Згідно з Переписом-2001 населення міста становить 463 тис. люд. |
| 21 вересня 2007                | Залізничну станцію «Луганськ» електрифіковано (ділянка Дебальцеве-Луганськ) |
| 18 серпня 2014                 | В ході війни на сході України українській війська увійшли до міста з метою його звільнення від проросійських терористів. До цього місто знаходилось у багатоденній блокаді та потерпало від гуманітарної та енергетичної кризи. |

### Документи
- Постанова Президії Ворошиловградської міської ради від 11.11.1935 «Про перейменування м. Луганська на місто Ворошиловград»
- Указ Президії Верховної Ради УРСР від 5.3.1958 «Про перейменування Ворошиловградської області і міста Ворошиловград»
- Указ Президії Верховної Ради УРСР від 5.1.1970 «Про перейменування міста Луганська і Луганської області»
- Указ Президії Верховної Ради СРСР від 18.12.1971 «Про нагородження міста Ворошиловграда орденом Жовтневої Революції»
- Указ Президії Верховної Ради Української РСР від 4.5.1990 «Про перейменування міста Ворошиловграда та Ворошиловградської області»